# Blues Explosion
Blues Explosion (wcześniej The Jon Spencer Blues Explosion, czasem skrótowo JSBX) – nowojorskie trio punk bluesowe, w składzie Jon Spencer (śpiew, gitara, wcześniej w Pussy Galore), Judah Bauer (gitara, śpiew) i Russell Simins (perkusja).
Pochodzący z Hanoveru w New Hampshire, Jon Spencer (urodziny jako Jonathan Spencer) przeniósł się do Waszyngtonu, gdzie występował jako lider grupy Pussy Galore, grającej "groovy hate fuck rock". Po rozpadzie zespołu w 1990 roku w Nowym Jorku powstała The Jon Spencer Blues Explosion. Pozostali członkowie JSBX grali wcześniej w The Honeymoon Killers, Crowbar Massage i Boss Hog.
Grupa niedługo potem podpisała kontrakt z Matador Records. Wraz z wydaniem albumu Damage w 2004 zmieniła nazwę na Blues Explosion.

## Dyskografia

### Albumy
- The Jon Spencer Blues Explosion (1992)
- Extra Width (1993)
- Orange (1994)
- Now I Got Worry (1996)
- ACME (1998)
- Plastic Fang (2002)
- Damage (2004)

### Inne wydawnictwa
- A Reverse Willie Horton (1991)
- Crypt Style (1992; kompilacja utworów z debiutanckiego albumu i utworów nie wydanych wcześniej)
- Mo' Width (LP, 1993; wydany tylko w Australii; potem dołączony jako bonu do europejskiej reedycji Extra Width)
- Experimental Remixes (EP, 1995, zawiera remiksy autorstwa UNKLE, Moby'ego, Mike'a D oraz Becka, GZA, Dub Narcotic i innych twórców)
- Controversial Negro: Live in Tucson (1997)
- Acme Plus (UK) (1999)
- Xtra Acme USA (1999)
- Sideways Soul: Dub Narcotic Sound System Meets the Jon Spencer Blues Explosion in a Dancehall Style (1999, z Dub Narcotic Sound System)